# والتر هورن (مؤرخ)
والتر هورن (بالإنجليزية: Walter Horn)‏ هو مؤرخ أمريكي، ولد في 18 يناير 1908 في بادن في ألمانيا، وتوفي في 26 ديسمبر 1995 في Point Richmond, Richmond, California ‏ في الولايات المتحدة.